# Половое равнение
Спо́соб полово́го равне́ния  в числе сексуальных позиций — это усовершенствованный вариант миссионерской позиции. Он предназначен для проведения максимальной стимуляции клитора во время полового сношения. Половое равнение достигается при дополнении варианта «мужчина сверху» в миссионерской позиции совершением движений прижатия/отодвигания областей таза, выполняемых каждым партнёром в ритм проводимому половому акту.

## Происхождение термина и история возникновения способа
Термин «половое равнение» — это русский эквивалент от (англ. coital alignment technique) названия способа совершения полового сношения. Термин в 1988 г. предложен Эдвардом Эйчелом, американским психотерапевтом, сделавшим попытку устранить недостатки вызывания оргазма у женщин, присущие прототипу способа в виде миссионерской позиции, и мастурбации при вагинальном сношении. Разрабатывая свой способ, Э. Эйчел исходил из того, что: «половому сношению следует быть отличным. В любое время. В любом месте. При любых обстоятельствах».
Оригинальное исследование, лежащее в основе способа полового равнения, Эдвард Эйчел опубликовал с соавт. в 1988 г. в Журнале Сексуальной и супружеской терапии.

Техника полового равнения

## Недостаткимиссионерской позиции, устраняемые способом полового равнения
- нет необходимости в проведении фингеринга, в ласкании клитора при помощи рук[2],
- в связи с отсутствием глубокого проникновения полового члена мужчины во влагалище женщины, оргазм не наступает слишком рано[2],
- отсутствует негативное значение «общепринятости» и «заезженности» сексуальной позиции[2].

## Преимущества способа полового равнения передмиссионерской позицией
Способ полового равнения в значительной степени внешне выглядит как миссионерская позиция, но внешний вид обманывает. К сожалению, сношение в миссионерской позиции не достигает своей цели, ибо исследование показало, что при нём отсутствует касание половым членом мужчины клитора и кровенаполненной области G-точки (сзади лобковой кости), а наступающий при этом оргазм носит поверхностный характер. «Лучшая езда — это не тогда, когда мчатся во весь опор. Многие супружеские пары открыли это инстинктивно». При способе равнения женщина насладится постоянной стимуляцией клитора и вибрацией богатой нервами области (отверстия мочеиспускательного канала у нижнего края её лобковой кости), как раз ниже G-точки. Мужчина же получит удовольствие от массажного воздействия на массу его полового члена, которое, говорит Эйчел, стимулирует нервы предстательной железы, аналога женской G-точки.
Стимулирование этих более глубоких слоев нервов, говорит он, создаёт «согревающее, расслабляющее ощущение» во время полового сношения, что углубляет опыт обоих партнёров.
- Этот способ заменяет глубокое проникновение полового члена во влагалище на нежное и тесно взаимосвязанное покачивание.

## Преимущества способа полового равнения перед другимисексуальными позициями
- Как и прототип, способ полового равнения весьма чувственен и эмоционален для мужчины и женщины.
- Партнеры, совершающие половое сношение, видят лица друг друга, что усиливает испытываемые ощущения.
- Оба партнёра могут ласкать друг друга руками.
- Проникающий партнёр полностью контролирует свои движения, может ускорить/удерживать наступление оргазма.
- Эта сексуальная позиция не требует никаких акробатических навыков.
- Совершаемые движения не утомительны для обоих партнёров[2].

## Физиологическое обоснование способа полового равнения
Мужчина находится лёжа на принимающей партнёрше как при миссионерской позиции, но двигается вверх вдоль тела женщины таким образом, что корень полового члена мужчины проводит стимуляцию её клитора. Способ полового равнения применяет пилящее движение, которое оказывает постоянное давление на клитор и G-точку. Возможно, что принимающая партнерша также обернёт свои ноги вокруг ног проникающего партнёра. Половые движения концентрируются на тазовых областях, без участия рук и ног. Качающее движение вверх по телу женщины (ведёт проникающий партнёр) и движение вниз (ведёт принимающая партнерша) в составе общего полового движения создают половое возбуждение, которому партнеры позволяют развиваться и достигать пика естественным образом. Автор считает, что это более, чем сексуальная позиция, — это взаимосвязанное движение. «Сейчас мы говорим о вибрации, а не о фрикции. Меньше „к…, а потом от…“, а больше „рок-н-“ („качание и -“).» «Когда женщина получает наиболее сильную стимуляцию при движении книзу, мужчина, фактически, находится мелко», говорит Эйчел. По мнению автора, способ полового равнения, называемый также позицией 8, — это лучшая сексуальная позиция в мире, это новое и усовершенствованное половое сношение.

## Описание способа полового равнения при совершенииполового сношения
- Мужчина лежит сверху, его голова покоится на матраце рядом с ней. Женщина охватывает своими ногами мужчину, её ступни покоятся на его голенях. Мужчина совершает лёгкое движение по её тазу вверх таким образом, что корень его эрегированного полового члена касается клитора женщины. Затем женщина двигается на корне эрегированного полового члена мужчины, а он сопротивляется с меньшей силой, чем двигается она. После этого мужчина совершает движение вниз, теперь женщина сопротивляется с меньшей силой, чем двигается он. Они движутся в ритмичном танце гармонично вместе — с движениями прижатия/отодвигания, выполняемыми каждым партнёром в такт совершаемому половому акту. Теперь мужчина движется по тазу женщины с лёгким движением вверх таким образом, чтобы корень его эрегированного полового члена касался клитора женщины. Фактически, половой член мужчины «кланяется поверх её лобковой кости», говорит Эйчел[3].
- Самым важным моментом автор считает тот, когда женщина движется по корню эрегированного полового члена мужчины, то он сопротивляется с меньшей силой, чем движется она. Позже, по пути назад и вниз, когда мужчина совершает движение по её клитору, женщина сопротивляется с меньшей силой, чем движется он. В итоге происходит серия «мелких столкновений», а не стандартная фрикция, как при миссионерском проникновении вглубь. Но слово «столкновение», по словам автора, это сказано слишком сильно. Это движение нежное, взаимосвязанное, мягкое, ритмичное и медленно нарастающее. По словам автора, «Перемещайтесь поверх „к…, а потом от….“ Давайте потанцуем „рок-н-“ („качание и -“)»

Как всё в жизни, для достижения истинного мастерства этот способ требует опыта.

## География исследований способа равнения
С момента предложения этого способа он неоднократно изучался в журнале, впервые опубликовавшем способ автора. Так, в сообщении 1992 г. Каплан и её сексологи-стажеры описали поверхностное проведение испытания способа полового равнения в команде, члены которой признали, что, сделав лишь несколько попыток, вернулись к старым отработанным способам из-за опасения разочаровать своих половых партнёров. Призыв исследователей к другим врачам-сексологам о более тщательном испытании способа вызвал серию контролируемых исследований Хёлбертом и сотрудниками, сообщивших о статистически значимых положительных результатах при лечении низкоактивного полового расстройства у женщин сексуальной терапией.

## Распространенность способа полового равнения
В доступной литературе отсутствуют сведения о частоте распространения этого способа.

## Клиническое испытание способа полового равнения
Эйчел установил, что 70 % женщин с помощью способа полового равнения способны достичь оргазма без помощи рук против 30 %, не применяющих этот способ. В целях оценки результативности двух способов сексуальной терапии, группа нестрадающего населения в составе 36 замужних женщин с их супругами была случайным образом определена в класс сексуального обогащения, получив инструкцию по применению способа полового равнения (19 женщин) или в класс непосредственной мастурбации (17 женщин). Оба класса участников клинического испытания показали клинически существенные улучшения в устойчивости достижения оргазма во время полового сношения, в силе оргазма и общем количестве оргазмов, испытываемых при взаимодействиях с партнёрами. В тех случаях, где были отмечены различия между классами (увеличение устойчивости достижения оргазма во время полового сношения), способ полового равнения дал несколько лучшие результаты, чем способ непосредственной мастурбации. Подходы к лечению, которые сочетают оба способа, при тренировании устойчивого достижения оргазма могут оказаться более благоприятными, чем модель лечения, которая зависит только от одного способа или от другого.